# Курлат, Иосиф Борисович
Иосиф Борисович Курлат (17 октября 1927, Луганск — 16 июля 2000, Северодонецк) — украинский детский поэт, переводчик; основатель Всеукраинского фестиваля детской поэзии.

## Биография
Закончил Литературный институт имени А. М. Горького. Среди его сокурсников — Белла Ахмадулина и Юнна Мориц. За бурную «оттепельную» деятельность органами КГБ «выслан» из Москвы, был вынужден переехать в Донецк, а в 1965 году — в Северодонецк Луганской области.
Член Союза писателей СССР и национального Союза писателей Украины. Лауреат премии имени «Молодой гвардии».

## Творчество
Первое стихотворение напечатано в 1950 году в газете «Луганская правда». Первый сборник стихотворений («Рождение песни») вышел в Киеве в 1956 году. За ним последовали более пятидесяти поэтических сборников: «Машенька-ромашенька», «Кленовые листья», «Песня доброго утра», «Истоки нежности» и другие, адресованные как взрослому читателю, так и детям.
Автор романов «Казнить нельзя помиловать» и «Берёзовая палочка», повестей «Шесть провокаций», «Витькины каникулы», «Страна Лаэдия» и «Всё живое на земле».
Повести, романы и поэтические сборники Иосифа Курлата издавались в Киеве, Москве, Ленинграде, Донецке, Махачкале, Ижевске, Краснодаре; Монголии, Венгрии, Болгарии, Чехословакии.
Иосиф Курлат перевёл более десяти книг с украинского, удмуртского, греческого, аварского и других языков. Общий тираж опубликованных произведений — 2 млн. 367 тыс. 400 экземпляров.

## Избранные произведения
- Курлат И. Б. Баллада о проводах: [Стихи]. — Донецк: Кн. изд-во, 1962. — 30 с. — 5000 экз.
- Курлат И. Б. Беспокойный сосед: Стихи [Для младш. школьного возраста]. — М.: Детгиз, 1963. — 47 с. — 10 000 экз.
- Курлат И. Б. В гостях у сказки: [Стихи. Для дошк. и младш. шк. возраста]. — Благовещенск: Амурское кн. изд-во, 1957. — 63 с. — 110 000 экз.
- Курлат И. Б. Весёлый завод: Стихи [Для дошк. и младш. шк. возраста]. — Благовещенск: Амурское кн. изд-во, 1959. — 32 с. — 110 000 экз.
- Курлат И. Б. Вечерний разговор. Стихи [Для мл. шк. возраста]. — М.: Дет. лит., 1976. — 94 с. — 100 000 экз.
- Курлат И. Б. Встреча с юностью : Стихи, поэма. — Донецк: Донбас, 1989. — 120 с. — (Содерж.: Циклы: Речка Лугань; Когда наступает октябрь; Отец и сын: Поэма). — 3000 экз. — ISBN 5-7740-0123-7.
- Курлат И. Б. Гостеприимная песенка: Стихи [Для мл. шк. возраста]. — М.: Детгиз, 1961. — 46 с. — 110 000 экз.
- Курлат И. Б. Звёздный мальчик: Стихи [Для мл. шк. возраста]. — М.: Дет. лит., 1967. — 47 с. — 150 000 экз.
- Курлат И. Б. Золотая рыбка : Стихи [Для мл. шк. возраста]. — М.: Дет. лит., 1972. — 94 с. — 100 000 экз.
- Курлат И. Б. Истоки нежности : Повесть в стихах. — Донецк: Донбас, 1985. — 101 с. — 4000 экз.
- Курлат И. Б. Казнить нельзя помиловать: автобиографический роман // Северодонецк, Мрия. — 1999, 2000. — № 1, 2.
- Курлат И. Б. Каменный доктор: [Стихи: Для мл. шк. возраста]. — Киев: Веселка, 1970. — 64 с. — 58 000 экз.
- Курлат И. Б. Кленовые листья: Стихи. — Донецк: Донбасс, 1965. — 80 с. — (Циклы: Улицы нашего детства; Четыре времени года). — 2900 экз.
- Курлат И. Б. Кому что снится : Стихи : Для дошк. возраста. — М.: Дет. лит., 1965. — 17 с. — 300 000 экз. || Кому что снится : Стихи : Для детей мл. и сред. шк. возраста. — Донецк: Донбас, 1991. — 78 с. — 2000 экз. — ISBN 5-7740-0328-0.
- Курлат И. Б. Лунные дорожки: Стихи [Для младш. шк. возраста]. — Киев: Веселка, 1967. — 45 с. — 58 000 экз.
- Курлат И. Б. Лягушкино горе. Стихи [Для мл. шк. возраста]. — М.: Сов. Россия, 1969. — 29 с. — 150 000 экз.
- Курлат И. Б. Машенька-Ромашенька: Стихи [Для дошк. и мл. шк. возраста]. — Киев: Детиздат, 1959. — 30 с. — 108 000 экз.
- Курлат И. Б. Мы и сами с усами: Стихи: Для детей. — Донецк: Кн. изд-во, 1963. — 32 с. — 108 000 экз.
- Курлат И. Б. Настоящие мальчишки : Стихи : [Для мл. шк. возраста]. — М.: Дет. лит., 1969. — 96 с. — 100 000 экз. || Настоящие мальчишки : Стихи, сказки : Для дошк. и мл. шк. возраста. — Киев: Веселка, 1987. — 135 с. — 5000 экз.
- Курлат И. Б. Песня доброго утра : Стихи : Для мл. школьного возраста. — Киев: Веселка, 1977. — 95 с. — 50 000 экз.
- Курлат И. Б. Пирамиды: Стихи. — Донецк: Донбас, 1975. — 70 с. — 8000 экз.
- Курлат И. Б. Пшеничное зерно: Стихи. — Донецк: Донбасс, 1969. — 78 с. — 3200 экз.
- Курлат И. Б. Рождение песни: Стихи. — Киев: Молодь, 1956. — 62 с. — (Содерж.: Навеки, Партия, с тобою! Циклы: Навстречу солнцу; Кленовые серёжки; Лесные тропы). — 8000 экз.
- Курлат И. Б. С кем говорит море: Стихи [Для мл. шк. возраста]. — Киев: Весёлка, 1974. — 40 с. — 58 000 экз.
- Курлат И. Б. Село облако на крышу: Стихи [Для мл. шк. возраста]. — М.: Детгиз, 1958. — 32 с. — 210 000 экз.
- Курлат И. Б. Сентябрь : Стихи. — Донецк: Донбас, 1981. — 87 с. — 5000 экз.
- Курлат И. Б. Скрипачи весны : Стихи : Для мл. шк. возраста. — Киев: Веселка, 1982. — 32 с. — 58 000 экз.
- Курлат И. Б. Старый Бульбуль и его друзья: Повесть-сказка: [Для сред. шк. возраста]. — Благовещенск: Амурское кн. изд-во, 1961. — 48 с. — 60 000 экз.
- Курлат И. Б. Стихотворения. — Киев: Дніпро, 1987. — 204 с. — (Содерж.: Из кн. «Рождение песни», «Баллада о проводах», «Кленовые листья», «Пшеничное зерно», «Чтоб любовь не погибла», «Пирамиды», «Яблоки антоновки», «Сентябрь», «Истоки нежности», Когда добры ко мне бывали: Повесть в стихах). — 4300 экз.
- Курлат И. Б. Счастливый поезд: Стихи [Для мл. шк. возраста]. — Киев: Детиздат, 1962. — 27 с. — 58 000 экз.
- Курлат И. Б. Три дороги: Стихи [Для мл. шк. возраста]. — Благовещенск: Амурское кн. изд-во, 1957. — 16 с. — 110 000 экз.
- Курлат И. Б. У пионерского костра : Стихи : [Для мл. шк. возраста]. — М.: Дет. лит., 1987. — 60 с. — 100 000 экз.
- Курлат И. Б. Хороший рисунок: Стихи : [Для мл. шк. возраста]. — Киев: Дитвидав, 1961. — 23 с. — 58 000 экз.
- Курлат И. Б. Чтоб любовь не погибла: стихи. — Донецк: Донбас, 1972. — 111 с. — 8000 экз.
- Курлат И. Б. Школа под открытым небом : Стихи : [Для мл. шк. возраста]. — М.: Дет. лит., 1983. — 96 с. — 100 000 экз.
- Курлат И. Б. Яблоки-антоновки : Стихи. — Донецк: Донбас, 1977. — 127 с. — 8000 экз.

### Переводы
- Машбаш И. Ш. Огненный всадник : Поэма : [Для детей] / Пер. с адыг. И. Курлата. — Майкоп: Адыг. респ. кн. изд-во, 1993. — 43 с. — 30 000 экз. — ISBN 5-7608-0095-7.
- Машбаш И. Ш. Три охотника: [Стихи. Для детей]: По мотивам адыг. нар. сказок / Авториз. пер. с адыг. И. Курлата. — М.: Сов. Россия, 1959. — 20 с. — 210 000 экз.
- Ходырев Г. А. Наш двор: Стихи: [Для дошк. возраста] / Авториз. пер. с удм. И. Курлата. — Ижевск: Удмуртия, 1965. — 24 с. — 200 000 экз.
- Ходырев Г. А. Скачи, мой конь! : Баллады, поэмы : [Для сред. и ст. шк. возраста] / Авториз. пер. с удм. И. Курлата. — Ижевск: Удмуртия, 1981. — 36 с. — 30 000 экз.
- Шапурма А. А. Морской десант: Поэмы / Пер.с румейского диалекта новогреческого: И. Б. Курлат. — Донецк,, 1985.

## Семья
Дети: Вадим, Наталья, Тимур.

## Память
Именем И. Б. Курлата названы:
- детско-юношеская библиотека в Северодонецке.
- Всеукраинский фестиваль детской поэзии (фестиваль проводился в Северодонецке с 1995 года в статусе областного; с 1998 он приобрёл статус Всеукраинского).